# Gcaleka dubli
Gcaleka dubli är en insektsart som beskrevs av Davies 1988. Gcaleka dubli ingår i släktet Gcaleka och familjen dvärgstritar. Inga underarter finns listade i Catalogue of Life.